# 수절
"수절"은 1974년에 개봉한 대한민국의 영화이다. 

## 캐스팅
- 하명중 : 유신 역
- 박지영 : 유신의 아내 역
- 이영옥 : 우두머리 역
- 윤일봉 : 딸 용분 역
- 오지명
- 이향
- 백송
- 박일
- 김문주
- 한태일
- 노사강
- 박동룡
- 김소저
- 나정옥
- 정희경
- 임성포
- 한창식
- 김대현
- 김수천
- 김경오
- 남수정
- 이은경
- 황윤미
- 한영은
- 박은경